# 1144
1144 (MCXLIV) je bilo prestopno leto, ki se je po julijanskem koledarju začelo na soboto.

## Dogodki

### Slovenija
- Umrlega koroškega vojvodo (in veronskega markiza) Ulrika I. Spanheimskega nasledi Henrik V. Spanheimski.

### Evropa
- januar-marec - Francoski kralj Ludvik VII. okupira grofijo Šampanjo. V mestu Vitry-le-François ukaže ali pa vsaj ne prepreči požiga cerkve, kamor se je pred nasiljem zateklo več kot tisoč ljudi.↓
- januar-marec → Ludvik VII. se za storjen zločin in pretekle grehe pokesa pred papežem Celestinom II. in se umakne iz Šampanje.↓
- Papež Celestin II. prekliče  izobčenje Raoula I. Vermandoiškega in Petronile Akvitanske, v drugo poročena zakonca, ki sta bila povod za kratko, a krvavo vojno s Šampanjo.
- 12. marec - Umrlega papeža Celestina II. nasledi Lucij II., 166. papež po seznamu.[1] Njegov pontifikat traja slabo leto. 1145 ↔
- 22. marec - Prva krvna obtožba proti Judom v Angliji za umor dečka Vilijema iz Norwicha.
- Rekonkvista: upori proti Almoravidom sprožijo inflacijo nastajanja majhnih in kratko živečih žepnih emiratov, ki jih v naslednjih letih zavzamejo Almohadi.
- Po uspešni vojaški invaziji iz zavzetju Rouena postane grof Geoffrey Anžoujski vojvoda Normandije. Skupaj s soprogo cesarico Matildo Angleško tako obvladujeta francoski del dediščine umrlega angleškega kralja Henrika I. v državljanski vojni proti trenutnemu angleškemu kralju Štefanu Bloiškemu.
- Rimljani, ki so leto poprej ustanovili mestno komuno, republiko, po več stoletjih restavrirajo Rimski senat. Prvi konzul (oz. patricij) republike je Giordano Pierleoni.
- Umrlega provansalskega grofa Rajmonda Berengara I. nasledi njegov sin Berengar Rajmond II.

### Bližnji vzhod in Afrika
- Novi bizantinski cesar Manuel I. Komnen si med prvimi podvigi zagotovi vazalnost Antiohije in njenega kneza Rajmonda Poitierskega.

- Edeški grof Joscelin II. sklene zavezništvo s Kara Arslanom, vladarjem Diyarbakirja, proti skupnemu sovražniku mosulskemu in alepskemu atabegu Zengiju.↓
- november → Joscelin II. se odpravi z vso razpoložljivo vojsko na pomoč Kara Arslanu proti Alepu.↓
- 28. november → Zengi izkoristi odsotnost vojaške posadke v Edesi in jo začne oblegati. Ko Joscelin uvidi napako, naprosi za pomoč ostale tri križarske države, odzove se edino Jeruzalemsko kraljestvo, a preskromno. ↓
- 24. december → Zengi po skoraj mesecu dni obleganja zavzame Edeso. Dva dni kasneje se preda še citadela.
- V eni od bitk med Almoravidi in Almohadi je ubit barcelonski najemniški vojskovodja v službi Almoravidov Reverter de La Guardia. Njegova smrt bistveno oslabi Almoravide, ki jih v naslednjih letih postopoma in popolnoma odstranijo teokratski Almohadi.

## Rojstva
Neznan datum
- Bohemond III., antiohijski knez († 1201)
- Friderik IV., švabski vojvoda  († 1167)
- Marija Komnena, bizantinska princesa, madžarska kraljica († 1190)
- William de Braose, angleški plemič, 4. baron Bramber († 1211)

## Smrti
- 8. marec - papež Celestin II.
- 22. marec - Vilijem iz Norwicha, angleški otroški svetnik, žrtev umora (* 1132)
- 23. maj - Petronila Holandska, grofica, regentinja (* 1082)
- 27. julij - Salomea Berška, poljska vojvodinja žena (* 1099/1101)

Neznan datum
- Bernegar Rajmond I. Provansalski, grof (* 1115)
- Matej Edeški, armenski kronist (* druga polovica 11. stoletja)
- Reverter de La Guardia, barcelonski vikont, almoravidski vojskovodja
- Ulrik I. Spanheimski, vojvoda Koroške, mejni grof Verone